# Joost van der Westhuizen
Joost Heystek van der Westhuizen (Pretória, 20 de fevereiro de 1971 - Johannesburgo, 6 de fevereiro de 2017) foi um jogador sul-africano de rugby union que jogava como scrum-half. É considerado um dos melhores jogadores de rugby da história em sua posição.

## Carreira
O scrum-half havia estreado pela seleção em 1993 e a defendeu por dez anos, até 2003, disputando três Copas do Mundo de Rugby Union, sendo o capitão na edição de 1999. Quando parou, era o jogador com mais partidas pela África do Sul, 89, marca depois superada por Percy Montgomery, John Smit e Victor Matfield. Também era o recordista de tries, 38, depois superado por Bryan Habana.
Domesticamente, defendia a equipe do Transvaal do Norte, posteriormente convertida no clube Blue Bulls, ganhando o campeonato nacional em 1998 e 2002.

### Copa do Mundo de 1995
Integrou a seleção sul-africana campeã da Copa do Mundo de Rugby de 1995, onde a África do Sul era a sede e, depois de anos de boicote por conta do apartheid, também uma estreante do evento. Este título foi extremamente importante para o país, pois aconteceu pouco depois do fim do Apartheid e contra uma lenda do rugby, os All Blacks (Nova Zelândia, que chegou à final com grandes goleadas, como os 145 a 17 no Japão, além da liderança em pontos, tries, conversões e drop goals ), cuja geração do momento é considerada uma das melhores dentre todos os esportes. Por sua vez, a seleção sul-africana de rugby, esporte preferido dos brancos locais, era associada ao antigo regime de discriminação social e, com isso, desprezada (juntamente com este esporte) pelos negros.
Recém-eleito, o presidente Nelson Mandela defendeu o apoio ao selecionado, cujo sucesso ajudou a oferecer um sentimento de união a um país marcado pela segregação, encontrando um meio-termo entre as aspirações da maioria negra oprimida e os temores da minoria branca, com sua hegemonia secular no poder interrompida; E Van der Westhuizen teve papel fundamental no título sobre os favoritos neozelandeses, ficando marcado como único homem a conseguir neutralizar as corridas do principal astro adversário: Jonah Lomu, para muitos o maior jogador de rugby da história e que despertara temores no próprio Mandela.
Após parar de jogar, tornou-se comentarista. Em 2007, entrou para o Hall da Fama do rugby sul-africano.

## Controvérsia
A imagem pública de Van der Westhuizen foi abalada após um escândalo envolvendo sexo e drogas gerado pela divulgação de um vídeo onde ele aparecia. Van der Westhuizen inicialmente negou ter participado, mas depois confirmou em sua autobiografia. O escândalo arruinou-lhe o casamento com a cantora Amor Vittone.

### A doença
Em 2009, teve uma suspeita de infarto  e a partir de 2011 passou a lutar contra a doença do neurônio motor, enfermidade sem cura que ataca as células que controlam as atividades musculares, desde a fala, até o movimento de todos os membros, semelhantemente à Esclerose lateral amiotrófica.
| “ | "Eu percebo que cada dia poderia ser meu último. Tem sido uma montanha russa desde o primeiro dia e eu sei que estou em um leito de morte desde agora. Eu tive meus altos e eu tive meus baixos, mas não mais. Eu sou um firme crente de que há um propósito maior em minha vida e eu sou muito positivo, muito feliz | ” |

Criou a Van der Westhuizen J9 Foundation para auxiliar outros portadores da mesma doença. Em outubro de 2014, ele reapareceu no gramado do Ellis Park caminhando com auxílio de um aparelho que lhe permitia dar pequenos passos. Foi no intervalo do jogo entre África do Sul e Nova Zelândia, pela última rodada do Rugby Championship, causando grande comoção e sendo ovacionado por todo o estádio. Os All Blacks, que estavam invictos havia dois anos, perderam por 27-25.

### Morte
Joost morreu em 6 de fevereiro de 2017, aos 45 anos.